# わたしが美しくなった100の秘密
『わたしが美しくなった100の秘密』（原題：Drop Dead Gorgeous）は、1999年製作のアメリカ映画。ブラック・コメディ。マイケル・パトリック・ジャン監督作品。ローナ・ウィリアムズ脚本。
アメリカの片田舎で開催されるミスコンの内側を、ブラック・ユーモア一杯に描く。松田聖子が端役で出演している。脚本を書いたローナ・ウィリアムズはミスコン経験者で、審査員の役で出ている。

## あらすじ
ミネソタ州のマウントローズという田舎町で年に一度開かれるサラローズ化粧品提供「全米究極の美少女コンテスト」の地方予選大会が開かれる。主人公のアンバー（キルステン・ダンスト）は昼は学校に通い、夜は死体置き場で“死んだ人間に化粧をする”バイトをしている。彼女はコンテストをきっかけに貧しいトレイラーハウス暮らしから脱出し、ニュースキャスターになる夢を持っている。女たちは優勝の為に競い合った。それは優勝するためなら殺人も厭わない者が出たほどすさまじいものだった。彼女のライバルは元“女王”の母を持つ美少女ベッキー（デニース・リチャーズ）。犬を愛し犬の気持ちで物事を考えるテス（シャノン・ネルソン）。チアリーダーでサービス精神豊富なレスリー、演劇少女のミッシェル、日本人家庭の養女のモリー、兄思いのリサ、少し危うい手話を使うボランティア精神溢れるジャネル。そして女子サッカー部キャプテンであり、婦人射撃クラブ部長のタミー。しかしコンテスト直前にタミーが事故（？）で死亡する。そして次々に奇怪な事件が少女たちを襲う。

## キャスト
※括弧内は日本語吹替
- アンバー・アトキンス - キルスティン・ダンスト（小林優子）
- アネット・アトキンス - エレン・バーキン（野沢由香里）
- ベッキー・リーマン - デニス・リチャーズ（松谷彼哉）
- グラディス・リーマン - カースティ・アレイ（一城みゆ希）
- レスター・リーマン - サム・マクマレー（中田和宏）
- ロレッタ - アリソン・ジャネイ（藤生聖子）
- アイリス・クラーク - ミンディ・スターリング（定岡小百合）
- リサ・スウェンソン - ブリタニー・マーフィ
- レスリー・ミラー - エイミー・アダムス
- ミッシェル・ジョンソン - ローリー・シンクレア（小林沙苗）
- テス・ウェインハウス - シャノン・ネルソン
- モリー・ハワード - タラ・リードペニング
- ジャネル・ベッツ - サラ・スチュワート
- メアリー・ヨハンソン - アレクサンドラ・ホールデン（小林さやか）
- タミー・カリー - ブルック・エリーズ・ブッシュマン（進藤尚美）
- ジョン・ドー - マット・マロイ（仲野裕）
- ハロルド・ヴィルムス - マイケル・マクシェーン（英語版）（島香裕）
- ハンク・ヴィルムス - ウィル・サッソー（桜井敏治）
- ブレット・クレメンズ - ケイシー・テイラー・ガーヴェン
- コリーン・ダグラス - ノーラ・ダン
- テリー・メイシー - モー・ガフニー
- アダム・ウェスト（仲野裕）
- セイコ・ハワード - 松田聖子

## 評価
レビュー・アグリゲーターのRotten Tomatoesでは74件のレビューで支持率は47%、平均点は5.50/10となった。Metacriticでは28件のレビューを基に加重平均値が28/100となった。